# Іраклійська митрополія
Іраклійська митрополія (Гераклейська митрополія, грец. Ιερά Μητρόπολη Ηρακλείας, також Фракійська митрополія) — одна з найдавніших митрополій Константинопольської православної церкви з центром у Райдесті (сучасний Текірдаг).
В IV столітті, в зв'язку з перенесенням столиці імперії в Константинополь, з Гераклейської митрополії була виділена столична Константинопольська єпархія.
У XX столітті митрополія набула рангу титулярної і займає почесну високу сходинку в ієрархії Константинопольського патріархату.

## Єпископи
- Апеллой, апостол від 70-ти (бл. 100)
- Домітьен (138-161)
- Філіп (264-305)
- Педерос (325-343)
- Феодор (343-358)
- Гіпатіан (358)
- Дорофей (369)
- Павло (382-402)
- Серапіон (402)
- Євгеній
- Фрітіл (431)
- Саввін (449)
- Киріак (451)
- Іоанн I (459)
- Феофіл I (518)
- Іоанн II (520)
- Костянтин (536-552)
- Мегефій (553)
- Феофіл II (680)
- Лев I (783-806)
- Іоанн III (879-889)
- Димитрій (905)
- Анастасій (933)
- Никифор (959)
- Іоанн IV (997)
- Микита (XI століття)
- Іоанн (кін. XII - поч. XIII)
- Філофей Коккінос (1347-1364)
- Антоній (1430-е)
- Неофіт (1636)
- Іоанникій (1646)
- Мефодій (1668)
- Неофіт V (15 травня 1689 - 20 жовтня 1707)
- Каллінік (1757)
- Мефодій II (6 листопада 1760 - листопад 1794)
- Мелетій (листопад 1794 - 19 вересня 1821)
- Ігнатій (Стараверос) (вересень 1821 - липень 1830)
- Діонісій II (липень 1830 - липень 1848)
- Панарет (30 липня 1848 - 9 травня 1878)
- Іоанникій (Константінідіс) (12 травня 1878 - 25 грудня 1879)
- Григорій (Павлідіс) (27 січня 1879 - 6 лютого 1888)
- Герман (Кабакопулос) (8 лютого 1888 - 10 травня 1897)
- Ієронім (Горгіас) (13 травня 1897 - 22 травня 1902)
- Григорій (Калідіс) (22 травня 1902 - 25 липня 1925)
- Філарет (Вафідіс) (21 лютого 1928 - 11 жовтня 1933)
- Веніамін (Кіріаку) (21 жовтня 1933 - 18 грудня 1936)
- Фотій (Савваідіс) (5 вересня 2002 - 24 червня 2007 року)